# Ciro Bustos
Ciro Roberto Bustos Marco, född 29 mars 1932 i Mendoza, Argentina, död 1 januari 2017 i Malmö, var en gerillamedlem som under befäl av Che Guevara deltog i den argentinska och bolivianska gerillarörelsen under 1960-talet. 
I april 1967 arresterades Ciro Bustos av den bolivianska armén i Muyupampa, tillsammans med Régis Debray. Båda isolerades, förhördes och ställdes inför rätta och dömdes. De dömdes till 30 års fängelse, men beviljades tre år senare amnesti av president Juan José Torres. 1973 kom Bustos med familj till Sverige där han bodde till sin död. Bustos verkade i Sverige som konstnär och illustratör.
Bustos pekades under många år ut som den som hade lämnat ut uppgifter som ledde till att Che Guevara tillfångatogs och dödades. Den svenska dokumentärfilmen Sacrificio – Vem förrådde Che Guevara? av Erik Gandini handlar om detta och pekar istället ut Régis Debray som den som först lämnade ut uppgifter som bekräftade Che Guevaras närvaro i Bolivia.